# لسینیا

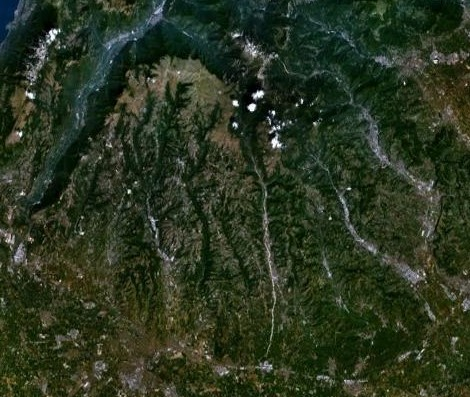
تصویر ماهواره‌ای لسینیا

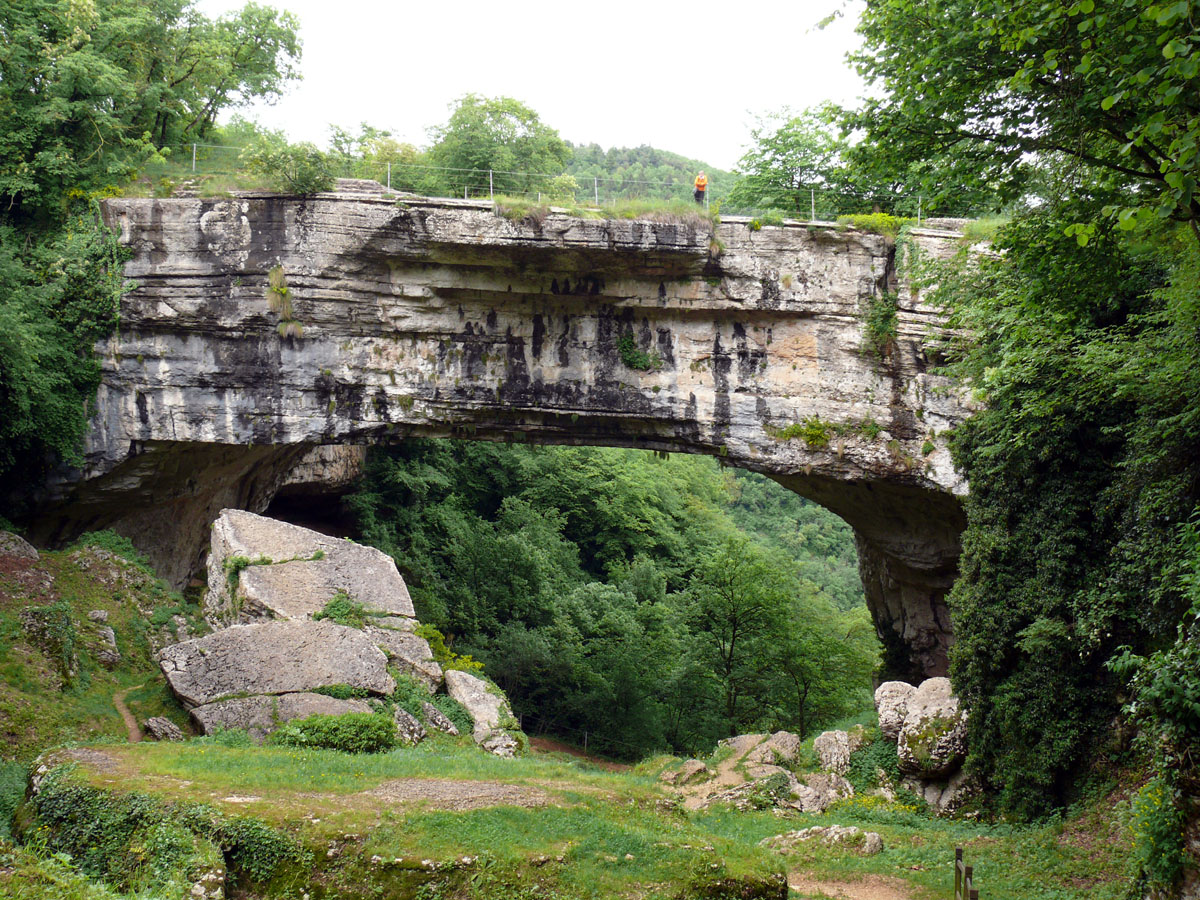
پل وِجا

لسینیا {(Lessinia) یا کوه‌های لسینیا، یک سوپر گروه فلات و کوهستانی است که عمدتاً در استان ورونا و تا اندازه‌ای در استان‌های ویچنزا و ترنتینو واقع شده است.
بخشی از قلمرو لسینیا پارک طبیعی منطقه‌ای لسینیا را تشکیل می‌دهد. از شمال با دره رونچی و گروه کارگا، از شرق با دره لئوگرا، از جنوب با مسیر رودخانه آدیجه و دشت ورونز بالا، و از غرب با دره لاگارینا همسایه است. قله‌های آن بین ۱۵۰۰ تا ۱۸۰۰ متر از سطح دریا است.
چشم‌انداز مراتع مرتفع لسینیا به‌طور رسمی به عنوان یک چشم‌انداز کشاورزی شناخته‌شده و در فهرست ملی چشم‌اندازهای تاریخی روستایی که توسط مصوبه شماره ۱۷۰۷۰ مورخ ۱۹ نوامبر ۲۰۱۲ وزارت سیاست‌های کشاورزی، غذا و جنگل‌داری تهیه شد، ثبت شده است.

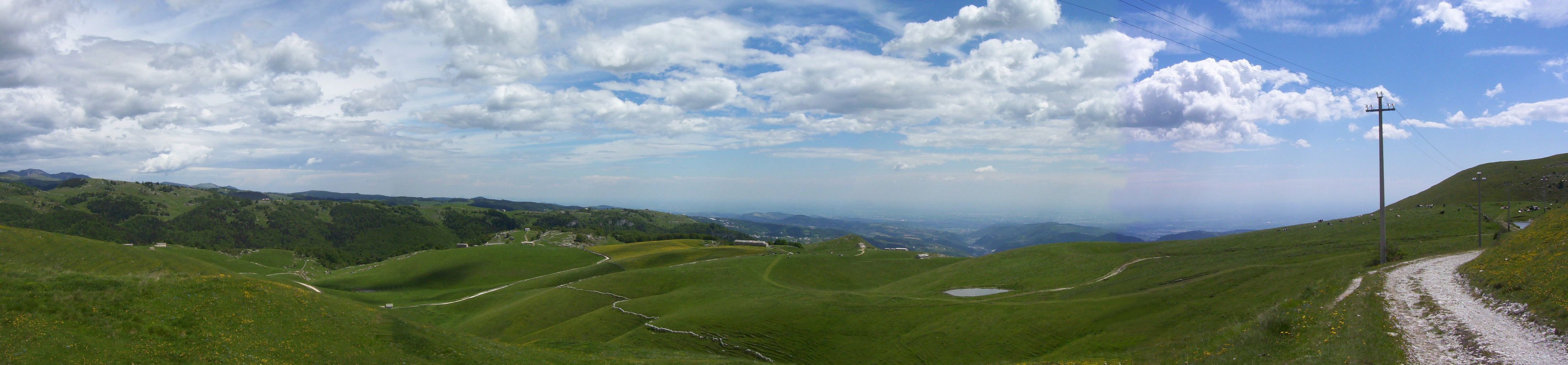
پانورامای لسینیا در بالای گذرگاه فیتانزه